# نوح في الإسلام
نوح المعروف في الإسلام بوصفه نبيًا ورسولًا مرسلًا، هو أيضًا من أولي العزم من الرسل، كانت مهمة النبي نوح أن يحذر قومه الذين كانوا منغمسين في الخطايا والذنوب، إذ كلفه الله تعالى لوعظ الناس وإبعادهم عن عبادة الأصنام وعبادة الله وحده كي يعيشوا حياة جيدة ونقية. مع أنه بشر برسالته باجتهاد، رفض قومه هذا الإصلاح، ما أدى إلى بناء الفلك وحدوث الطوفان العظيم. في التقاليد الإسلامية خلاف حول هل كان الطوفان العظيم عالميًا أم محليًا. امتدت نبوة نوح ودعوته 950 سنة وفقًا للقرآن الكريم.
كانت مهمة نوح ذات طابعين، أن يحذر قومه ويدعوهم إلى التوبة، وأن يعظهم ويعدهم برحمة الله ومغفرته إن كانوا من الصالحين. ذُكر نوح أكثر من مرة بالقرآن الكريم، إضافةً إلى سورة كاملة باسم «نوح».
نوح بن ملكان بن مثوب بن حنوك بن الرائد بن مهلهل بن قنان بن الطاهر بن شيث بن آدم 

## في القرآن الكريم

### إشادة
أثنى الله تعالى على نوح في القرآن ما يدل على مكانته العظيمة بين الأنبياء. في القرآن الكريم، قال الله تعالى: ﴿ذُرِّيَّةَ مَنْ حَمَلْنَا مَعَ نُوحٍ إِنَّهُ كَانَ عَبْدًا شَكُورًا ۝٣﴾ [الإسراء:3]  وأيضًا جاء في القرآن:
﴿وَلَقَدْ نَادَانَا نُوحٌ فَلَنِعْمَ الْمُجِيبُونَ ۝٧٥ وَنَجَّيْنَاهُ وَأَهْلَهُ مِنَ الْكَرْبِ الْعَظِيمِ ۝٧٦ وَجَعَلْنَا ذُرِّيَّتَهُ هُمُ الْبَاقِينَ ۝٧٧ وَتَرَكْنَا عَلَيْهِ فِي الْآخِرِينَ ۝٧٨ سَلَامٌ عَلَى نُوحٍ فِي الْعَالَمِينَ ۝٧٩﴾ (الصافات).
﴿إِنَّ اللَّهَ اصْطَفَى آدَمَ وَنُوحًا وَآلَ إِبْرَاهِيمَ وَآلَ عِمْرَانَ عَلَى الْعَالَمِينَ ۝٣٣﴾ (آل عمران).

### القصة
كان النبي نوح رسولًا من الله مثل الأنبياء الآخرين: إبراهيم وإسماعيل وإسحاق ويعقوب وعيسى وإلياس وأيوب وهارون ويونس وداود ومحمد، وكان رسولًا أمينًا. كان نوح يؤمن بوحدانية الله تعالى، ويبشر الإسلام ويدعو إلى عبادة الله وحده.
أخذ نوح يحذر الناس من الهلاك المؤلم الذي سينالهم، و يطلب منهم عبادة الله وحده بدلًا من عبادة الأصنام مثل ود وسواع ويغوث ويعوق ونسر. دعا نوح قومه إلى عبادة الله وحده لأنه لا خلاص إلا باللجوء إلى الله.
أمر الله نوحًا أن يبني سفينة أو الفُلك، وكان يبني سفينته وكلما مر عليه أشخاص من قومه سخروا منه. عندما اكتمل بناء السفينة أمر الله نوح أن يحمل فيها زوجين اثنين من كل نوع من الحيوانات، وأن يصحب عائلته ومن آمن من قومه. أما الأشخاص الذين أنكروا رسالة نوح ومنهم أحد أبنائه وزوجته فقد غرقوا بالطوفان. استقرت السفينة على جبل الجودي «منزلًا مباركًا».
كان نوح عبدًا شكورًا، وقد تعلم كل من نوح وإبراهيم النبوة والكتاب المقدس. أمر الله سبحانه وتعالى نوحًا أن يأخذ من كل أنواع الكائنات على متن السفينة، تذكر بعض التفسيرات أن هذا يعني ثمانية حيوانات.

## في الثقافة

### أشور
إحياءً لذكرى نوح يوجد نوع من الحلوى اسمه «أشور» أو «بودينغ نوح» وهي حلوى تركية مصنوعة من الحبوب والفواكه والفواكه المجففة والمكسرات. ويُعتقد أن هذه هي المكونات القليلة التي كانت متبقية على الفلك، والتي استخدمها نوح والمؤمنون احتفالًا بنهاية الطوفان.

### قبر نوح
هناك العديد من المواقع التي يُعتقد أنها قبر نوح:
- ضريح نوح، ناختشفان، أذربيجان.
- مسجد الإمام علي، النجف، العراق.
- الكرك، الأردن.
- البقاع، لبنان.
- الجزيرة، شرناق، تركيا.
- فلسطين،مقام النبي نوح في مدينة دورا بمحافظة الخليل جنوب الضفة الغربية.[23]